# Xylotrupes mirabilis
Xylotrupes mirabilis är en skalbaggsart som beskrevs av Silvestre 2006. Xylotrupes mirabilis ingår i släktet Xylotrupes och familjen Dynastidae. Inga underarter finns listade i Catalogue of Life.